# Cinnoberröd grynskivling
Cinnoberröd grynskivling (Cystodermella cinnabarina) är en svampart som först beskrevs av Alb. & Schwein., och fick sitt nu gällande namn av Harmaja 2002. Enligt Catalogue of Life ingår Cinnoberröd grynskivling i släktet Cystodermella,  och familjen Agaricaceae, men enligt Dyntaxa är tillhörigheten istället släktet Cystodermella,  och familjen Squamanitaceae. Arten är reproducerande i Sverige. Inga underarter finns listade i Catalogue of Life.

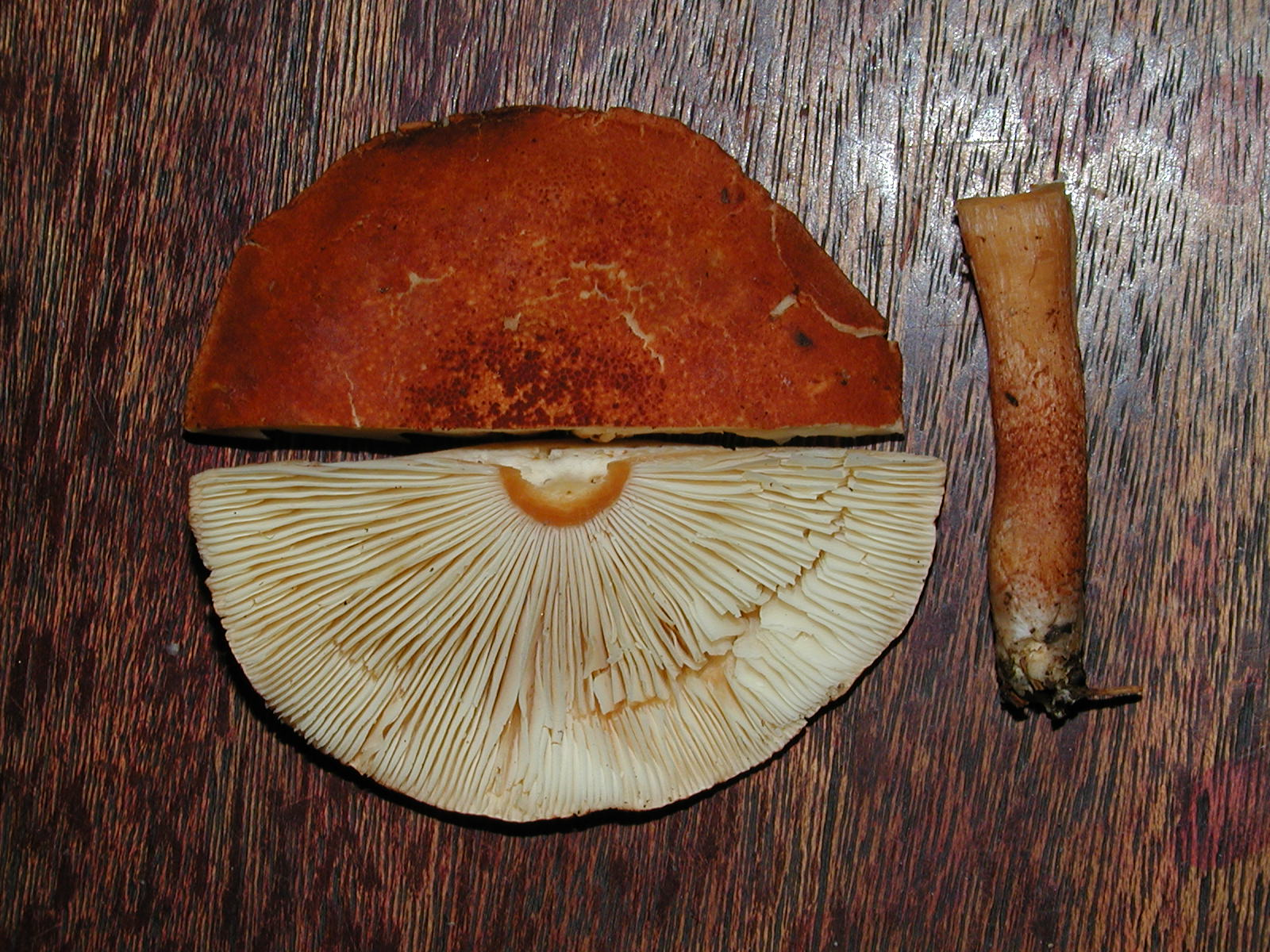
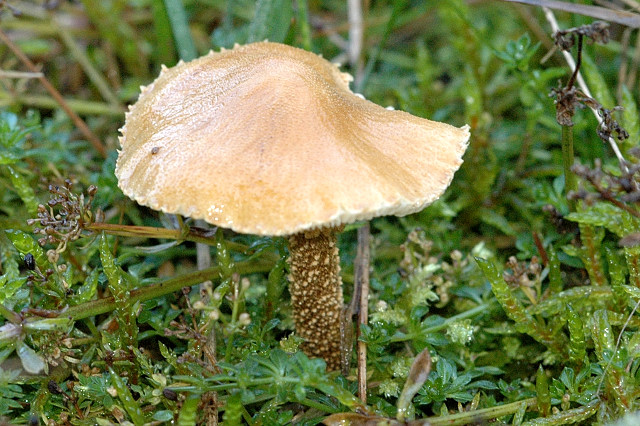